# Forachgraben
Der Forachgraben ist ein Fließgewässer, das neben der Forachstraße in Dornbirn, mitten im Ried, Quelle etwa bei 408 m ü. A., entspringt und parallel zur Forachstraße verläuft und in den Karlesgraben mündet.

## Quelle, Verlauf Mündung, Geologie, Geographie
Der Forachgraben beginnt bei Gewässerkilometer (GwKm) 0,52 und fließt geradlinig von Südosten nach Nordwesten, davon etwa 350 m kanalisiert unter dem Straßenniveau.
Nachdem 2011 die letzten offenen Bereiche des oberen Teils des Forachgrabens verrohrt wurden, kann dieser etwa 350 m lange Bereich nur als naturfremd bezeichnet werden. Im unteren Bereich, die letzten 160 m vor der Einmündung in den Karlsgraben, wurde als Ersatz für die Verrohrung im oberen Bereich eine Verlegung und Renaturierung vorgenommen. Das Renaturierungsprojekt wurde aus dem Wasserlebenfonds unterstützt und das Projekt war 2011 das Vorarlberger Siegerprojekt des Wasserlebenfonds. Dabei wurden vier Biotope angelegt, in denen Fische, Amphibien und sonstige Klein- und Kleinstlebewesen ihren Lebensraum fanden. Der Forachgraben ist bei längeren Trockenperioden im oberen Bereich stark ausgedünnt, im unteren Bereich wird er mehr oder weniger vom Karlsgraben mit Wasser versorgt. Der Graben hat keine relevanten Zuflüsse und mündet etwa bei 406 m ü. A. bei GwKm 0,50 in den Karlsgraben.
Der Forachgraben fließt zur Gänze durch die Gemeinde Dornbirn und den Bezirk Rohrbach, Ortsteil Forach, woher auch der Name des Grabens abgeleitet wurde. Der Graben wurde nicht wirtschaftlich für mechanische Antriebe genutzt. Der Forachgraben diente auch der Entwässerung des Riedes.